# 波特貝羅女巫
《波特貝羅女巫》是巴西作家保羅·科爾賀2006年出版的作品(中文版於2008年出版)，故事是描述一個生於外凡尼亞的吉普賽人女兒的故事，她一出生就遭到棄養，不久後被一對黎巴嫩夫妻領養。

## 寫作風格
故事以主角雅典娜的死亡作為開端，並由各個認識她的人物，由不同的角度來回憶他們所知道的雅典娜。包括領養她的母親、研究吸血鬼傳說的記者，神父、她的書法老師和一位演員等人。每個人用他們的角度來描述他們的所看見的、所經歷的印象，並用他們所相信的事物和恐懼來詮釋雅典娜這個人。

## 劇情
在故事的一開始，女主角雅典娜已經死了，她的死支持了這本書進行下去。小女孩莎琳·卡利為自己另外取名為雅典娜，當她還是小女孩時，她展現了強烈的宗教傾向，並宣稱自己能看到天使和聖靈，這個情形讓她的父母非常憂心。
她長大後，她有平順的人生，但她的心中總覺得不踏實。所以她開始透過不同的經驗，去追尋「我是誰？」的答案。在她追尋的經過中，她開啟了她的心靈，這也使她成為倫敦一位爭議性人物。
波特貝羅的女巫知道萬事萬物，但是去了解生命意義的方法，是成為一個導師，從他的學生身上習得。一位導師只能讓我們意識到我們的能力，但是何處是正確的道路，則是學生要自己去尋找的。有許多方法可以藉由接近大地之母，感受到幸福。

## 部落格
在此書的專屬部落格上，可以讀到此書三分之一的內容(12種語言，無中文)，保羅·科爾賀在部落格上說，已讀過此書的讀者可在部落格上評論此書，他認為這樣直接的交流，對於文學是有助益的。